# Подпечеры
Подпече́ры (укр. Підпечери) — село в Ивано-Франковской городской общине Ивано-Франковского района Ивано-Франковской области Украины.
Население по переписи 2001 года составляло 2568 человек. Занимает площадь 18,21 км². Почтовый индекс — 77441. Телефонный код — 0343632.
24 апреля 2016 вблизи села Подпечеры был найден погребальный комплекс пшеворской культуры, в котором находилась урна с прахом, а также ритуально сломанный меч, втулочное копье, металлический наконечник который тоже был изогнут, черняховская фибула и другие металлические предметы.